# Grey Attack
Grey Attack ist eine deutsche Rockband aus Aachen. Sie wurde 2013 gegründet und hat seitdem vier Alben veröffentlicht (Stand 2025).

## Geschichte
Die Band entstand aus der Formation Silent Deceiver, der Wullff Maahn und Frank Le'Gov ursprünglich angehörten. Nachdem Grey Charlez und JFK dort beigetreten waren und die Arbeit an einer neuen EP begonnen wurde, wurde den Musikern klar, dass die Gruppe sich fortan neu ausrichten würde. Aus dieser Arbeit entstand das Debütalbum, das sie 2014 unter ihrem neuen Namen Grey Attack päsentierten. Das Album legte den Grundstein für ihren Klang, der harte Riffs mit melodischen Elementen verbindet. Es folgten Liveauftritte beim Baltic Open Air, auf der Kieler Woche, und unter anderem mit And Then She Came, Y&T, Bonfire und Loudness.
2018 folgte das zweite Album Grains of Sand, das im Gegensatz zum ersten Album eine düsterere und teilweise ruhigere Ausrichtung zeigte. Weitere Konzerte folgten, unter anderem mit Anvil, Robin Beck und erneut And Then She Came und Bonfire.
Die Arbeit am dritten Album Afterworld wurde bereits 2019 abgeschlossen. Geplant war eine Vorstellung im Laufe einer Tour mit Loudness, die jedoch aufgrund der COVID-19-Pandemie abgesagt wurde. Das Album wurde schließlich 2022 veröffentlicht. Grey Charlez wollte zwar nicht den Begriff „Konzeptalbum“ verwenden, um Grains Of Sand zu beschreiben, dennoch verbinden wiederkehrende Motive wie Tod, Verlust und Hoffnung die Stücke. Musikalisch werden auf dem Album Metal und Rock durch sphärische und psychedelische Einflüsse ergänzt.
Das vierte Album Back to Greysland wurde 2024 veröffentlicht. Es stellte eine Rückkehr zu den Wurzeln der Band, dem Rock ’n’ Roll, dar. Es folgten Touren mit Voodoo Circle, Nazareth und Michael Schenker.

## Diskografie
- 2014: Grey Attack (Freshart)
- 2018: Grains of Sand (DME Music)
- 2022: Afterworld (DME Music; Wiederveröffentlichung 2023 über Metalapolis Records)
- 2024: Back to Greysland (Metalapolis Records)